# Centrale de Drummondville
La centrale de Drummondville est une centrale hydroélectrique et un barrage d'Hydro-Québec érigés sur la rivière Saint-François, à Drummondville, dans la région administrative du Centre-du-Québec, au Québec. Cette centrale, d'une puissance installée de 16 MW, a été mise en service en 1919. La centrale a été citée monument historique par la ville de Drummondville en 2005.